# Michel De Herde
 (novembre 2015).
Si vous disposez d'ouvrages ou d'articles de référence ou si vous connaissez des sites web de qualité traitant du thème abordé ici, merci de compléter l'article en donnant les références utiles à sa vérifiabilité et en les liant à la section « Notes et références ».
 (novembre 2022).
Le texte peut changer fréquemment, n’est peut-être pas à jour et peut manquer de recul. 
Le titre et la description de l'acte concerné reposent sur la qualification juridique retenue lors de la rédaction de l'article et peuvent évoluer en même temps que celle-ci.
Michel De Herde, né le 18 septembre 1964 à Schaerbeek est un homme politique belge bruxellois, membre de DéFI.
Il est licencié en sciences économiques; professeur à la Haute École Paul-Henri Spaak; président des ASBL Crèches de Schaerbeek et OCS (Œuvre des Colonies Scolaires).

## Fonctions politiques
- Conseiller communal de Schaerbeek (1989-)
- Échevin de l'Enseignement communal, du Parascolaire, des Crèches et du Budget (1995-)
- Membre du Parlement de la Région de Bruxelles-Capitale de 1994 à 1995 en tant que suppléant[pas clair]

## Inculpation
En novembre 2022, Michel De Herde est inculpé pour faits de mœurs.
Le 10 février 2023, il a été interpellé et inculpé pour viol sur mineur de moins de seize ans, viol sur mineur de plus de seize ans et détention d'images pédopornographiques.